# Актуарные расчёты
Актуарные расчёты — расчёты тарифных ставок страхования, проводимые на основе методов математической статистики. Применяются во всех видах страхования. Основаны на использовании закона больших чисел. Отражают в виде математических формул механизм образования и расходования страхового фонда. Особую роль играют в долгосрочном страховании, например, связанном с продолжительностью жизни населения, то есть в страховании жизни и пенсионном страховании.
Актуарные расчёты проводят актуарии — специалисты, имеющие квалификационный аттестат и осуществляющие на основании трудового договора или гражданско-правового договора со страховщиком деятельность по расчётам страховых тарифов, страховых резервов страховщика, оценке его инвестиционных проектов с использованием актуарных расчётов.
Методология актуарных расчётов основана на использовании теории вероятностей, демографической статистики и долгосрочных финансовых вычислений. С помощью теории вероятностей определяется вероятность страхового случая. Демографическая статистика нужна для дифференциации страховых тарифов в зависимости от возраста застрахованного. При помощи долгосрочных финансовых вычислений в тарифах учитывается доход, получаемый страховщиком от использования для инвестиций аккумулированных взносов страхователей.

## История
Основы теории актуарных расчётов как особой отрасли науки были заложены в XVII—XVIII веках работами таких учёных как Дж. Граунт, Ян де Витт, Э. Галлей, Дж. Додсон. Лондонский галантерейщик Джон Граунт в 1662 году показал, что существуют предсказуемые модели долголетия и смерти в группе людей одного возраста, несмотря на неопределённость даты смерти любого отдельного человека. Это исследование стало основой для оригинальной таблицы дожития. После этого стало возможно создать систему страхования, обеспечивающую страхование жизни или пенсии для группы людей, и с некоторой степенью точности рассчитать, сколько каждый человек в группе должен внести в общий фонд, предполагаемый для получения фиксированной процентной ставки. Первым человеком, который публично продемонстрировал, как это можно сделать, был Эдмонд Галлей (прославившийся кометой Галлея). Галлей построил свою собственную таблицу дожития и показал, как она может быть использована для расчёта суммы премии, которую кто-то в данном возрасте должен заплатить, чтобы купить пожизненный аннуитет. Большинство крупных математиков того времени — Л. Эйлер, Э. Дювильяр, Н. Фусс, С. Лакруа, В. Керсебом, А. Депарсьё; а затем А. Линдштедт и другие — разрабатывали теорию актуарных расчётов. В настоящее время в теории актуарных расчётов применяются новейшие достижения математики и статистики.

### Применение в сфере правосудия
В последние десятилетия наблюдается растущая тенденция к применению актуарных расчётов в случаях, обычно выходящих за рамки традиционных областей страхования, социального обеспечения и т. д. Одним из ярких примеров этой тенденции является использование в некоторых штатах США актуарных моделей для установления главных принципов вынесения приговоров по уголовным делам. Эти модели пытаются предсказать вероятность повторного правонарушения в соответствии с рейтинговыми факторами, которые включают вид преступления, а также возраст, образование и этническую принадлежность правонарушителя. Тем не менее, эти модели часто критикуются как оправдывающие дискриминацию со стороны сотрудников правоохранительных органов в отношении некоторых этнических групп. Эффективность и актуальность подобных расчётов остаётся предметом дискуссий. Другим примером использования актуарных моделей в сфере правосудия является оценка риска рецидивизма преступлений против половой свободы и неприкосновенности. Актуарные модели и связанные с ними таблицы, такие как MnSOST-R, Static-99 и SORAG, использовались экспертами с конца 1990-х годов для определения вероятности повторного совершения преступления и, таким образом, предлагали какую меру наказания в отношении преступника следует определить.